# Палм-Спрінгз
Палм-Спрінгз (англ. Palm Springs) — місто (англ. city) в США, в окрузі Ріверсайд на півдні штату Каліфорнія. Населення — 44 575 осіб (2020).

## Географія
Палм-Спрінгз розташований за координатами 33°48′3″ пн. ш. 116°32′17″ зх. д. / 33.80083° пн. ш. 116.53806° зх. д. (33.800898, -116.537993).  За даними Бюро перепису населення США в 2010 році місто мало площу 245,98 км², з яких 243,76 км² — суходіл та 2,22 км² — водойми.

### Клімат
| Клімат : Палм-Спрінгз                 | Клімат : Палм-Спрінгз | Клімат : Палм-Спрінгз | Клімат : Палм-Спрінгз | Клімат : Палм-Спрінгз | Клімат : Палм-Спрінгз | Клімат : Палм-Спрінгз | Клімат : Палм-Спрінгз | Клімат : Палм-Спрінгз | Клімат : Палм-Спрінгз | Клімат : Палм-Спрінгз | Клімат : Палм-Спрінгз | Клімат : Палм-Спрінгз | Клімат : Палм-Спрінгз |
| Показник                              | Січ.                  | Лют.                  | Бер.                  | Квіт.                 | Трав.                 | Черв.                 | Лип.                  | Серп.                 | Вер.                  | Жовт.                 | Лист.                 | Груд.                 | Рік                   |
| Абсолютний максимум, °C               | 35,0                  | 37,2                  | 40,0                  | 44,4                  | 46,7                  | 50,0                  | 50,6                  | 50,6                  | 49,4                  | 46,7                  | 38,9                  | 33,9                  | 50,6                  |
| Середній максимум, °C                 | 21,6                  | 23,3                  | 26,9                  | 30,9                  | 35,4                  | 39,8                  | 42,3                  | 41,8                  | 38,8                  | 32,9                  | 25,8                  | 20,7                  | 31,7                  |
| Середня температура, °C               | 14,5                  | 16,1                  | 19,1                  | 22,6                  | 26,7                  | 30,7                  | 33,8                  | 33,6                  | 30,5                  | 24,8                  | 18,3                  | 13,7                  | 23,7                  |
| Середній мінімум, °C                  | 7,4                   | 8,9                   | 11,2                  | 14,1                  | 17,9                  | 21,6                  | 25,3                  | 25,3                  | 22,2                  | 16,8                  | 10,9                  | 6,7                   | 15,7                  |
| Абсолютний мінімум, °C                | −7,2                  | −4,4                  | −1,7                  | 1,1                   | 2,2                   | 6,7                   | 12,2                  | 11,1                  | 7,8                   | −1,1                  | −5                    | −5                    | −7,2                  |
| Норма опадів, мм                      | 29                    | 28                    | 13                    | 2                     | 1                     | 1                     | 3                     | 7                     | 6                     | 6                     | 8                     | 22                    | 126                   |
| Днів з опадами                        | 3,1                   | 3,2                   | 1,6                   | 0,6                   | 0,2                   | 0                     | 0,6                   | 0,9                   | 0,8                   | 0,7                   | 0,8                   | 1,9                   | 14,4                  |
| ------------------------------------- | --------------------- | --------------------- | --------------------- | --------------------- | --------------------- | --------------------- | --------------------- | --------------------- | --------------------- | --------------------- | --------------------- | --------------------- | --------------------- |
| Джерело: NOAA (extremes 1917–present) |                       |                       |                       |                       |                       |                       |                       |                       |                       |                       |                       |                       |                       |

## Демографія
Згідно з переписом 2010 року, у місті мешкали 44 552 особи в 22 746 домогосподарствах у складі 8665 родин. Густота населення становила 181 особа/км².  Було 34794 помешкання (141/км²).
Расовий склад населення:
| - 75,7 % — білих - 4,4 % — чорних або афроамериканців - 4,4 % — азіатів - 1,0 % — корінних американців - 0,2 % — вихідців з тихоокеанських островів - 11,1 % — осіб інших рас |

До двох чи більше рас належало 3,1 %. Частка іспаномовних становила 25,3 % від усіх жителів.
За віковим діапазоном населення розподілялося таким чином: 13,7 % — особи молодші 18 років, 59,8 % — особи у віці 18—64 років, 26,5 % — особи у віці 65 років та старші. Медіана віку мешканця становила 51,6 року. На 100 осіб жіночої статі у місті припадало 129,3 чоловіків;  на 100 жінок у віці від 18 років та старших — 133,8 чоловіків також старших 18 років.
Середній дохід на одне домашнє господарство  становив 68 889 доларів США (медіана — 44 075), а середній дохід на одну сім'ю — 80 485 доларів (медіана — 55 671). Медіана доходів становила 48 135 доларів для чоловіків та 41 296 доларів для жінок. За межею бідності перебувало 18,9 % осіб, у тому числі 33,2 % дітей у віці до 18 років та 9,6 % осіб у віці 65 років та старших.
Цивільне працевлаштоване населення становило 19 132 особи. Основні галузі зайнятості: мистецтво, розваги та відпочинок — 21,1 %, освіта, охорона здоров'я та соціальна допомога — 20,9 %, науковці, спеціалісти, менеджери — 15,8 %.

## Економіка
Палм-Спрінгз має понад 7000 активних ліцензій на підприємництво. У місті функціонують більше 2900 фірм, всього працевлаштовані понад 26 500 осіб. Дозвілля, роздрібна торгівля, освіта та охорона здоров'я є основними галузями зайнятості в Палм-Спрінгз.
Економіка міста зараз спирається на туризм, а місцеве самоврядування значною мірою підтримується відповідними податками з роздрібної торгівлі та тимчасового податку на проживання. Це місто фестивалів, конвенцій та міжнародних заходів, включаючи Міжнародний кінофестиваль у Палм-Спрінгз. Численні готелі, ресторани та атракціони обслуговують туристів, покупці можуть знайти різноманітні елітні бутики в центрі міста.